# Kelly Ward
Kelly Ward (San Diego, California; 17 de noviembre de 1956) es un actor, escritor, productor y director de cine estadounidense.

## Carrera
Kelly Ward comenzó como actor en 1976 en el filme televisivo The Boy in the Plastic Bubble. En 1978 actuó en la película musical Grease junto a John Travolta y Olivia Newton-John. En 1980 actuó en la película The Big Red One. Durante la década de los ochenta actuó en varios episodios de series de televisión. Kelly ha escrito varios episodios de las series de televisión Challenge of the GoBots, The Completely Mental Misadventures of Ed Grimley, entre otras. Además ha trabajado también como escritor, productor y director en varias series de televisión.

## Vida personal
Se casó con Annette Foster en 1977, con la que tiene tres hijos. Es hermano del también actor Kirby Ward.

## Filmografía

### Películas
- GoBots: War of the Rock Lords (1986) (voz) .... Fitor
- Zoot Suit (1981) .... Tommy/Thomas Roberts
- The Big Red One (1980) .... Soldado Johnson, Primer escuadrón
- Grease (1978) .... Roger "Putzie"
- Deadman's Curve (1978) .... Billy
- The Boy in the Plastic Bubble (1976) .... Tom Shuster

### Series de televisión como actor
- El desafío de los GoBots .... Fitor (1 episodio: «Return to Gobotron: Part 5», 1985)
- Magnum, P.I. .... Lou Blassingame (1 episodio: «The Big Blow», 1983)
- Quincy M.E. .... Glenn Werner (2 episodios, 1982)
- Bret Maverick .... Willie Trueblood (1 episodio: «The Not So Magnificent Six», 1982)
- M*A*S*H .... Dave (1 episodio: «Dear Uncle Abdul», 1979)
- The Waltons .... Frank Thatcher (1 episodio: «The Violated», 1979)
- CHiPs .... Doug (1 episodio: «Surf's Up», 1978)

### Películas como escritor
- All Dogs Go to Heaven 2 (1996) (guionista)
- Once Upon a Forest (1993)

### Series de televisión como escritor
- Mickey Mouse Clubhouse (1 episodio: «Minnie's Picnic», 2008)
- Crime Time (2007) serie de televisión
- Trollz (1 episodio: «The Magic of the Five»)
- Jakers! The Adventures of Piggley Winks (2003) serie de televisión
- Horrible Histories (2 episodios, 2001-2002)
- Liberty's Kids: Est. 1776 (2 episodios, 2002)
- Heavy Gear: The Animated Series (2001) serie de televisión
- The New Woody Woodpecker Show (1999) serie de televisión
- Voltron: The Third Dimension (1998) serie de televisión
- The Pirates of Dark Water (2 episodios, 1991)
- Fantastic Max (1988) serie de televisión
- The Completely Mental Misadventures of Ed Grimley (13 episodios, 1988)
- Sky Commanders (1987) serie de televisión
- Wildfire (1 episodio: «Dragons of Dar-Shan», 1986)
- Challenge of the GoBots (20 episodios, 1985)

### Películas como productor
- Babes in Toyland (1997)
- All Dogs Go to Heaven 2 (1996)
- Driving Mr. Pink (1995)
- Ultraman: The Adventure Begins (1987)

### Series de televisión como productor
- The Pink Panther (1993) serie de televisión
- Wake, Rattle & Roll (1990) serie de televisión

### Series de televisión como director
- 101 Dalmatians: The Series (1997) serie de televisión

- Datos: Q6386334